# Santa Maria de la Perxa
Santa Maria de la Perxa fou un antic priorat benedictí i hospital de pelegrins de la comuna de la Cabanassa, a la comarca del Conflent, a la Catalunya del Nord.
El priorat i l'hospital, dels quals no queda res, eren justament en el Coll de la Perxa, on ha crescut modernament el poble d'aquest nom.
Eren, l'hospital i l'església, el recer que trobaven els vianants després de fer el difícil camí, sobretot venint de llevant, en el coll que els romans ja anomenaren portus de Pertica. Pel costat esmentat, el camí, la Via Confluentana provenia d'Elna, que anava a buscar la vall de la Tet passant per Ceret i Illa. Remuntava el riu fins a la Cassanya, terme de Sautó, on passava per un pont anomenat inferior, des d'on anava a buscar la vall del Jardó. Passava ran del Castell d'Ovança, ara conegut com a Montlluís Vell, i remuntava el Jardó, passant per Caselles (l'actual la Cabanassa), fins a arribar al Coll de la Perxa, on eren el priorat i l'hospital.

## Història
El comte Sunifred de Cerdanya donà el lloc a l'abadia d'Arles el 965, però el priorat no consta fins a la fi del segle xii, regit per un monjo de Cuixà a títol de prior.
Per la seva situació tingué la funció de refugi de vianants i adquirí gran vitalitat l'hospital, que ja el 1235 rebé privilegis del comte cerdà Nunó Sanç. Tenien cura del priorat i hospital el prior amb alguns germans i donats, que vivien de la caritat dels fidels i dels drets de pasturatges cedits al priorat en diverses donacions.
Fou destruït en part en les lluites amb els francesos de mitjan segle XVII; després del tractat dels Pirineus deixà de dependre de Cuixà i fou restaurat. El 1682 Lluís XIV l'uní al reial orde del Carme i Sant Llàtzer de Jerusalem i el 1696 donà les seves rendes a l'hospital de pobres de Perpinyà.
Fou secularitzat i, venut el 1807, i destruïts l'església i l'hospital. Sembla que una part de les pedres de l'antiga església i hospital serviren per a la nova església de Santa Maria de la Cabanassa. A la Cabanassa es guarda una imatge del segle xvii amb el nom de Santa Maria de la Perxa, protectora de viatgers.